# Orono (Ontario)
Orono ist ein Ort in der Gemeinde Clarington, Ontario, Kanada. Es liegt am Highway 35/115, rund 87 km östlich von Toronto.

## Film-Location
Orono dient seit langem als Drehort:
- Deranged (1974) – eine Farm an 3926 Concession Rd 6
- Dead Zone (1983) – das Rathaus von Orono Town am Filmende
- Wind at My Back (1996) – mehrere Gebäude
- ...First Do No Harm (1997) – Fernsehfilm mit Meryl Streep[1]
- Polar – 2019 Netflix film mit Mads Mikkelsen und Vanessa Hudgens[2]